# Allotoca diazi
Espèce
Statut de conservation UICN

 CR B1ab(iii)+2ab(iii) : 
En danger critique
Synonymes
- Allocoa diazi (Meek, 1902)[2]
- Neoophorus diazi (Meek, 1902)[3] [2]
- Neophorus diazi (Meek, 1902)[3] [2]
- Zoogoneticus diazi Meek, 1902[3] [2] [4]
- Zoogoneticus miniatus Meek, 1902[3] [2] [4]

Allotoca diazi est une espèce poissons de la famille des Goodeidae endémique du lac de Patzcuaro au Mexique.